# Henryk Małachowski
Henryk Małachowski herbu Nałęcz (ur. 14 lipca 1794 w Końskich, zm. 15 maja 1864) – polski hrabia, właściciel dóbr na Końskich, major Wojska Polskiego, adiutant cara Aleksandra I, uczestnik powstania listopadowego 1831, za udział w powstaniu represjonowany, zesłany do Wiatki.

## Życiorys
Syn Stanisława Aleksandra i Anny Stadnickiej, brat Gustawa i Juliusza.
Żonaty od 1828 z baronówną Heleną de Wintzingerode. Miał czterech synów: Gustawa (1829–1904), który został zakonnikiem (w zakonie benedyktynów pod imieniem Bonawentura), Włodzimierza (1830–1897), ostatniego dziedzica z tego rodu na Końskich do 1870, Jerzego Henryka (1839–1914), urzędnika w Warszawie, oraz Bolesława (1841–1872).